# Daniel Paul Schreber

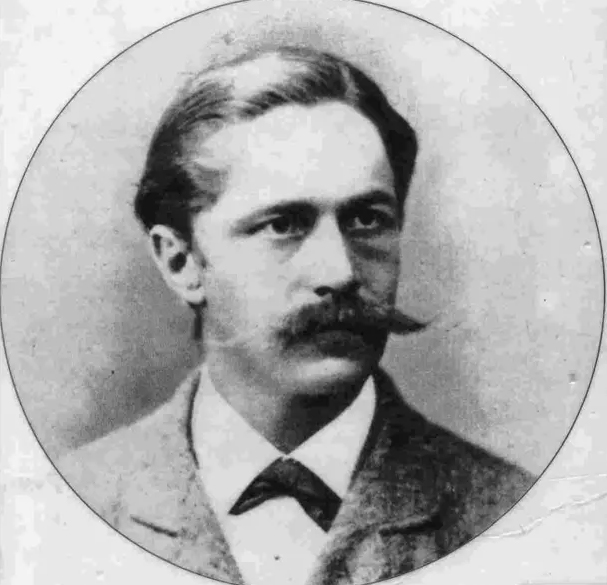
Daniel Paul Schreber

Daniel Paul Schreber, född 25 juli 1842 i Leipzig, död där 14 april 1911, var en tysk domare som tjänstgjorde som ordförande vid högsta domstolen i Dresden när han 1884 fick diagnosen dementia praecox. 
Hans minnesanteckningar Denkwürdigkeiten eines Nervenkranken (”En nervsjuks tänkvärdigheter”) utgavs i bokform 1903. Boken presenterades som en teologisk essä, men har framförallt gått till historien som ”ett ovärderligt exempel på hur ett psykotiskt medvetande fungerar.” Schrebers paranoida-megalomana tänkvärdigheter gjorde honom till ett berömt fall som många har beskrivit, däribland Sigmund Freud i Fallet Schreber, en klassisk studie som är en av grundstenarna till den psykoanalytiska teorin. Freud förklarade Schrebers grandiosa vanföreställningar i termer av undertryckt homosexualitet, en slutsats som kritiserats av bland andra nobelpristagaren Elias Canetti i boken Massa och makt (1960). Andra tänkare som uppmärksammat fallet Schreber är Jacques Lacan och Gilles Deleuze. Schrebers öde och hallucinatoriska tankevärld har även skildrats skönlitterärt i Fabian Kastners roman Lekmannen (2013).
Paul Schreber var son till ortopedläkaren i Leipzig Moritz Schreber som var en förespråkare för folkhälsa och sjukgymnastik. Han utvecklade ett antal fysiska gymnastiska övningar, redskap och anordningar som skulle befrämja "god kroppshållning", musklernas utveckling, motverka förslitningsskador med mera. Sina pedagogiska uppfostringsprinciper praktiserade  Moritz Schreber inom den egna familjen. Hos barnen inpräntade han med tortyrmässiga både psykiska och fysiska metoder rigida lydnads-, förhållnings- och moralregler.